# 오슈 단다이
오슈 단다이(일본어: 奥州探題)는 일본 무로마치 시대에서 센고쿠 시대에 걸쳐 설치되었던 막부의 지방관직이다. 오슈 단다이는 무쓰국 슈고를 대신하여 설치되었다.
오슈라는 말은 일반적으로 무쓰국을 가리키며, 인접한 데와국은 우슈(羽州)라고 칭하는 것이 일반적이다. 또한, 무쓰 국과 데와 국을 아우르는 현 도호쿠 지방에 해당하는 지역을 가리키는 경우에는 오우(奥羽)라는 명칭을 사용하는 경우가 많다.
오슈 소다이쇼(奥州総大将), 오슈 간레이(奥州管領) 등이 그 전신으로, 무로마치 막부가 간토 지방의 가마쿠라 구보(鎌倉公方)를 견제하기 위하여 오슈의 유력 고쿠진을 직신화하여 임명한 직책이다.